# Westoutre British Cemetery
Westoutre British Cemetery is een Britse militaire begraafplaats met gesneuvelden uit de Eerste Wereldoorlog, gelegen in het Belgische dorp Westouter, een deelgemeente van Heuvelland. De begraafplaats ligt 325 m ten noorden van het dorpscentrum. Ze werd ontworpen door William Cowlishaw en wordt onderhouden door de Commonwealth War Graves Commission. De begraafplaats heeft een oppervlakte van 1.350 m² en is omgeven door een bakstenen muur. Het Cross of Sacrifice staat ongeveer in het midden aan de straatzijde. 
Er worden 180 doden herdacht, waarvan 52 niet geïdentificeerd konden worden.

## Geschiedenis
Westouter bleef gedurende de ganse oorlog in geallieerde handen. De begraafplaats werd gestart in oktober 1917 en bleef in gebruik tot april 1918 toen tijdens het Duitse lenteoffensief het front was genaderd tot ongeveer 2,5 km. Van april tot augustus 1918 werd de begraafplaats gebruikt door Franse troepen. Daarna opnieuw door Britse troepen van augustus tot oktober 1918. Na de oorlog werden de 72 Franse graven die er toen lagen naar een Franse begraafplaats overgebracht. Er werden toen ook graven bijgezet die afkomstig waren van de omliggende slagvelden en de Ieperboog. De graven van de kleinere begraafplaatsen Bixschote German Cemetery en Kemmel French Cemetery No 2 werden ook naar hier overgebracht.
Er liggen nu 167 Britten (waarvan er 49 niet geïdentificeerd konden worden), 5 Canadezen (waaronder 3 niet geïdentificeerde) en 3 Nieuw-Zeelanders. Voor 5 Britten werden Special Memorials opgericht omdat hun graven niet meer teruggevonden werden en men aanneemt dat ze zich onder de naamloze graven bevinden. Drie Chinezen van het Chinese Labour Corps worden bij de Britse slachtoffers gerekend.
Er liggen ook 4 Britten en 1 Fransman uit de Tweede Wereldoorlog, die in mei 1940 sneuvelden tijdens de terugtrekking naar Duinkerke.

## Onderscheiden militairen
- Eric Stuart Dougall, majoor bij de 88th Brigade, Royal Field Artillery. Hij ontving het Victoria Cross (VC) voor zijn uitzonderlijke dapperheid en bekwaam leiderschap en was ook drager van het Military Cross (MC). Hij sneuvelde op 14 april 1918 in de leeftijd van 32 jaar en is een van de vier slachtoffers die worden herdacht met een Special Memorial.
- R.B. Powell-Johnson, luitenant bij de Royal Garrison Artillery en Charles Gordon Harrison, onderluitenant bij het South Lancashire Regiment werden onderscheiden met het Military Cross (MC).
- Percy John Dix Farmer, compagnie-kwartiermeester sergeant bij het Norfolk Regiment; Horace Harrington, kwartiermeester sergeant bij het Royal Army Medical Corps en F. M. Ralph, sergeant bij de Royal Garrison Artillery werden onderscheiden met de Meritorious Service Medal (MSM).
- de korporaals Cuthbert Brookes en Benjamin Pescod en soldaat H. Kivell ontvingen de Military Medal (MM).

De begraafplaats werd in 2009 als monument beschermd.